# سفارة النمسا في السويد
سفارة النمسا في السويد هي أرفع تمثيل دبلوماسي لدولة النمسا لدى السويد. تقع السفارة في ستوكهولم وهي تهدف لتعزيز المصالح النمساوية في السويد.

## وصلات خارجية
- قائمة سفارات النمسا
- قائمة السفارات في السويد